# Podocarpus lambertii
Podocarpus lambertii conhecida pelos nomes populares de pinheiro-bravo, pinheirinho, pinho-bravo, pinheirinho-bravo e atambuaçu. Apesar destes nomes populares (com exceção de "atambuaçu"), não é um verdadeiro pinheiro (género Pinus) e tampouco pertence a família dos pinheiros (Pinaceae). É uma espécie arbórea perenifólia da família Podocarpaceae de coníferas. Atinge mais de 20 m de altura e 150 cm de diâmetro no tronco. É nativa das florestas úmidas do sul e sudeste do Brasil e nordeste da Argentina.
Sua madeira foi extremamente usada em taboados, compensados, forros, móveis rústicos, fósforos e brinquedos. Leve e bege-clara com tons acinzentados, não resiste à umidade.

## Etimologia
Podocarpus vem de pous, que em grego significa pé (podos), em alusão ao pedicelo do pseudo-fruto; já o termo lambertii é em homenagem a Aylmer Bourke Lambert (1761 — 1842), botânico inglês que também investigou as Coníferas.

## Descrição
É uma árvore perenifólia de altura variável, medindo de 1 a 4 m de altura na zona campestre, até 27 m de altura e 120 cm ou mais de DAP, na idade adulta, na Floresta com Araucária; comumente com 10 m de altura e 20 a 40 cm de DAP.
Tronco geralmente tortuoso, inclinado e curto, podendo apresentar-se reto na floresta, onde atinge fustes de até 10 m de comprimento.
As folhas medem de 3 a 5 cm de comprimento (em plantas novas, as folhas costumam ser mais longas) e 4 mm de largura. As sementes têm 4 milímetros de diâmetro e possuem um pequeno pendúnculo carnoso roxo, mais ou menos do tamanho da semente, posicionado ao seu pé (de onde vem o nome científico do gênero, do grego poûs, podos, "pé" e karpós, "fruto").

## Distribuição
É nativa do Brasil (de Minas Gerais ao Rio Grande do Sul) e da província de Misiones, na Argentina, sempre em áreas de altitude, sobretudo nas matas dominadas pelo pinheiro-do-paraná. Ocorre principalmente em formações secundárias, sendo mais rara nas matas mais fechadas. Ela é referida também para regiões de altitude do norte de Minas Gerais e da Bahia, mas aparentemente essas ocorrências pertencem a outra espécie, Podocarpus transiens.
Uma outra espécie de Podocarpus nativa do Brasil é Podocarpus sellowii, nativa das regiões de altitude da Mata Atlântica.
A altitude varia de 10 m, no Rio Grande do Sul a 2.000 m de altitude, no Estado do Rio de Janeiro. Contudo, é mais freqüente entre 600 e 1.800 m de altitude.